# Valdehornillos
Valdehornillos es una entidad local menor del municipio español de Don Benito, perteneciente a la provincia de Badajoz (comunidad autónoma de Extremadura).

## Situación
Se encuentra en el centro de la zona comprendida entre Santa Amalia, Conquista del Guadiana, Alonso de Ojeda, Vivares y Hernán Corés, entre la A-5 y la N-430. Pertenece a la comarca de Vegas Altas y al Partido judicial de Don Benito.

## Historia
Forma parte de los llamados pueblos de colonización cuya creación se engloba dentro del llamado Plan Badajoz. Se pobló a principios de 1969, por familias procedentes de otras poblaciones extremeñas y regiones limítrofes. Las condiciones que debieron cumplir para poder ser considerados como trabajadores profesionales (condición indispensable para poder tomar parte en los concursos para la adjudicación de explotaciones agrarias de tamaño familiar) venían reguladas por el Decreto de 10 de julio de 1969, n.º 1617/69 del Ministerio de Agricultura 
En el citado Decreto se disponía que los Asalariados deberían ser mayores de 21 años, tener una práctica agrícola de al menos dos años, dentro de los cinco últimos, estar licenciados del Ejército o estar exentos del servicio militar, estar en posesión del certificado de estudios primarios o de escolaridad, o de documento análogo que justificará su alfabetización. Los trabajadores autónomos, debían cumplir las mismas condiciones que los asalariados y además acreditar la condición de trabajador autónomo mediante el certificado sindical correspondiente y los empresarios agrícolas debían además no ser propietarios de una superficie de tierra superior a una unidad de tipo medio en la zona o núcleo de colonización correspondiente.
La adjudicación de las casas se hacía por sorteo y teniendo en cuenta el número de hijos y de habitaciones disponibles. Al igual ocurría con las parcelas que se adjudicaban por sorteo. Junto a ellas el colono recibía para labrar su explotación, una yunta de labor y una o dos vacas de leche. Los plazos máximos para el reintegro al Instituto Nacional de Colonización del precio de los lotes adjudicados era de veinte años para la tierra y de treinta años para la vivienda y dependencias agrícolas contados a partir de la fecha de concesión. 
Los colonos recibían una comunicación en la que se les confirmaba que su petición había sido aceptada y se les aclaraba que hasta la recolección de la primera cosecha deberían vivir, en gran medida, de sus propios medios por lo que necesitaban una reserva inicial mínima. Esta cantidad inicial se cifraba en una cantidad equivalente a 20.000 Ptas. de la época y que junto a un mínimo ajuar (muebles, utensilios domésticos y ropa) les permitiría llegar a la recolección. Para conseguir esta cantidad inicial necesaria algunos movilizaron sus ahorros, pidieron ayuda a sus familiares o vendieron parte de sus tierras que anteriormente poseían conservando a pesar de ello algo (casa o tierra) en sus pueblos de procedencia.
Entre los años 1969 y 1975 el máximo órgano representativo de la localidad era la Junta de Colonos, la cual era elegida en Asamblea, celebrada en la localidad por los colonos que la habitaban. Con la llegada de la democracia, desaparece la Junta de Colonos y se crea la figura del alcalde pedáneo, la cual tenía escasas competencias. 
Siempre ha dependido en cuanto a administración del Ayuntamiento de Don Benito, y fue en 1997 cuando lo declararon Entidad Local Menor con la consiguiente atribución de competencias, entre las que están: presupuestos propios, alumbrado público, colegio, obras y mejoras en la localidad. 
La gestión de la Entidad Local Menor corresponde a la Junta Vecinal, compuesta por cinco miembros, los cuales se nombran por sufragio universal, que preside la Junta Vecinal, el resto de miembros son nombrados por la Diputación Provincial y la Junta Electoral Central, según el resultado obtenido en la votación al Ayuntamiento Matriz en dicha localidad. 
La población se ha mantenido más o menos estable desde sus inicios, con un ligero repunte a finales de los 70 y principios de los 80 coincidiendo con la mayor actividad agrícola e industrial del pueblo. Actualmente la población permanece estabilizada a pesar de que un gran número de vecinos realiza su trabajo fuera del núcleo, debido a la poca oferta laboral.
Posee la arquitectura típica de los poblados de colonización de trama regular y casas bajas y encaladas.

## Patrimonio
Iglesia parroquial católica de San Pablo, en la archidiócesis de Mérida-Badajoz, diócesis de Plasencia, arciprestazgo de Miajadas.

## Fiestas
Las fiestas más importantes:
- Las Candelas: el 2 de febrero. Los vecinos se agrupan por calles, crean una hoguera y se reúnen por la noche a comer, cantar y bailar.
- San Pedro: el 29 de junio. Ferias y fiestas locales patrocinadas por el ayuntamiento. Esta fiesta, en honor de San Pedro y San Pablo se celebraron por primera vez en el año 1970.
- Aniversario de Ajoval: el 30 de julio. Fiesta que reúne a los jóvenes del pueblo en torno al aniversario de la Asociación de Jóvenes de Valdehornillos "AJOVAL". En esta misma fecha se celebra el reconocido festival musical Melón Music, donde se ha dado a conocer muchos grupos extremeños.
- Ferias y Fiestas Del Pimiento: el 24 de septiembre. En honor de la Virgen de la Merced. Fiesta patrocinada por todos los ciudadanos del pueblo aportando una cantidad determinada por la comisión de festejos. Esta fiesta se empezó a celebrar unos años después de la fundación del pueblo, coincidiendo con las recolección del pimiento, que por aquellas fechas era una importante fuente de ingresos para la economía local.

## Personas destacadas
- Julián Lozano, campeón juvenil de España de kick boxing[2]